# Бой на Чувашевом мысу
Бой на Чувашском мысу произошёл 26 октября (5 ноября) 1582 года вблизи города Искер, столицы Сибирского ханства, на Чувашском мысу между отрядом казаков под начальством Ермака Тимофеевича и сибирскими татарами во главе с ханом Кучумом. Сражение окончилось победой экспедиции Ермака и во многом привело к падению Сибирского ханства.

## Предпосылки
При царе Иване IV Грозном Русское царство расширяло свои владения. Походы Ивана Грозного на запад против Швеции и Речи Посполитой оказались в большой своей части неудачными, поэтому страна стремилась увеличить свои владения на Востоке. После падения Казани ногайские князья предложили Ивану захватить Астрахань. В 1555 году к нему также пришли послы от сибирского князя Едигера с просьбой принять их в русское подданство.
В то же время набеги татар на приграничные русские земли возле Перми стали постоянными. Местные владетели этих земель, братья Строгановы, которые имели от царя грамоту на заселение пустующих земель, обратились с просьбой к казакам, отряды которых увеличивались на окраинах государства. Строгановы наняли отряд казаков численностью 540 человек.
1 сентября 1582 года экспедиция Ермака выступила в поход на Сибирь. Чуть позднее к ним примкнул ещё один отряд численностью 300 человек. В его составе помимо казаков было также много наёмников-немцев, в большинстве опытных воинов — участников Ливонской войны. Таким образом, экспедиция Ермака, выступавшая против Сибирского ханства, насчитывала менее тысячи человек. Сами Строгановы дали им жалование, припасы, одежду, переводчиков, и также, что было очень важно, большую партию огнестрельного оружия (пищалей).
Ко времени подхода казаков к столице Кучума, городу Искеру, его укрепления сильно обветшали и пришли в негодность. Войско Кучума не могло рассчитывать на силу крепости и поэтому решило принять бой на берегу и у подножья горы на Чувашском мысу. На самом мысу находился татарский городок Чуваш-Тура, служивший для обороны местных татар от казаков. Хан Кучум расставил лучшие свои силы за поваленными стволами, вблизи Чуваш-Туры. Он также решил установить в крепости несколько пушек, однако во время сражения они так и не выстрелили. Вероятно, у Кучума просто отсутствовал порох.
Предполагается, что татары решили ждать атаки Ермака, чтобы, обороняясь за стволами, не попасть под пули казаков, а затем, позволив Ермаку приблизиться к ним, решить сражение крупной рукопашной схваткой, используя значительный численный перевес.

## Сражение
В ходе битвы казаки, приблизившись к берегу, стали обстреливать сибирцев и одновременно высаживать своих воинов на берег. Татары в свою очередь стали стрелять в тех из луков и старались заставить казаков отойти к стругам. Пушки казаков вели непрерывный огонь, но особого вреда засевшим в крепости и за бревнами татарам причинить
не смогли.
Маметкул, главнокомандующий татарской армией, проделал в засеке три прохода и отдал приказ, выйдя из-за неё, атаковать казаков. Как только воины Сибирского ханства стали приближаться к ним, казаки построились в каре и оставили посередине стрелков с пищалями. Наступавшие впереди сибирского войска ханты и манси (остяки и вогулы) после первых же выстрелов растерялись и стали выводить своих людей из битвы.
Татары, несмотря на панику в передних рядах, продолжали наступать и смогли добежать до рядов казаков. Пытаясь опрокинуть каре, они смешались с казаками и пошли в рукопашную. Но тут сказалось превосходство казаков и немецких наемников в тактике и в вооружении. Казачьи пищали оставались защищёнными внутри каре и продолжали вести огонь по татарам, причиняя тем большой урон, сея панику. Сам Маметкул стал собирать вокруг себя остатки конницы, чтобы ударить ей по казакам в лоб и тем самым разбить последних. Однако внезапно он был свален шальной пулей и упал из седла. В тот же момент один из казаков чуть не захватил его в плен. Татарские уланы все-таки смогли отбить Маметкула и на лодке вывезли его из места сражения.
Ранение Маметкула вызвало настоящий хаос в сибирском войске. Началась паника, и сибирцы стали повально разбегаться. Сам хан Кучум, наблюдавший за сражением с горы, бежал, бросив столицу Искер. Отряд Ермака не преследовал татар, возможно потому, что был малочисленным или казаки опасались какой-нибудь засады. На ночь они отошли в Атик-город. Через несколько дней сибирское войско полностью разложилось и перестало существовать.

## Последствия

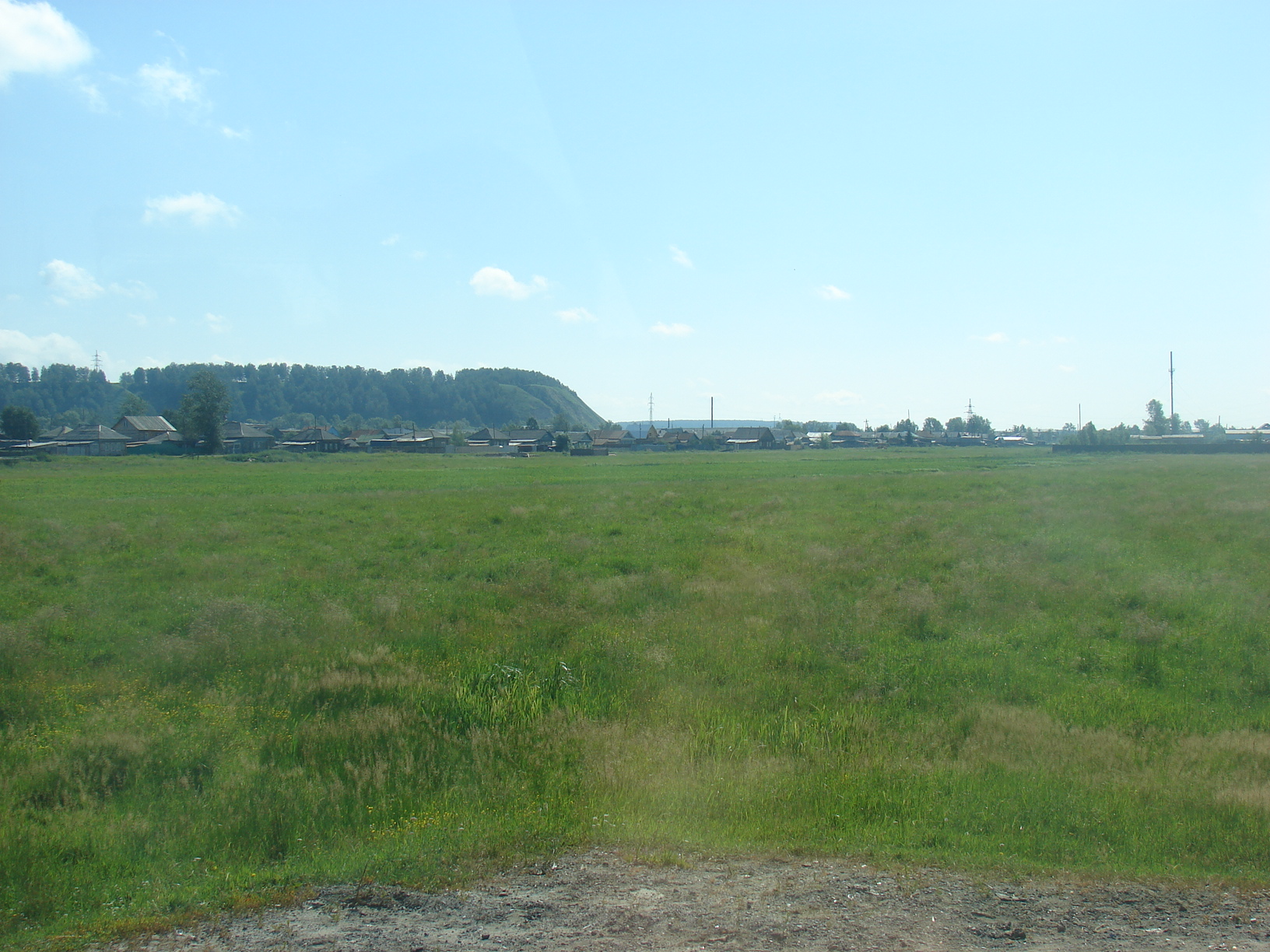
Чуваший мыс сегодня

Потерпев поражение, хан Кучум ушёл с верными ему слугами в Барабинскую степь. Союзники Кучума, включая и остяцких князей, покинули его. 26 октября в Искер вошли отряды казаков, а обширное Сибирское царство вскоре полностью развалилось. Большинство его территорий вскоре вошло в состав Московского царства. Победа Ермака Тимофеевича открыла путь для развития обширных территорий Сибири для московских купцов, промышленников и исследователей, что впоследствии привело к распространению русской власти во всей Сибири.